# SML (álbum de Priscilla Alcantara)
SML, estilizado como #SML, é o primeiro EP da cantora brasileira Priscilla Alcantara. A obra contém três músicas regravadas do álbum Até Sermos Um (2015), também divulgadas como videoclipes por meio do projeto Sony Music Live, que traz performances de artistas da gravadora, seja em regravações ou gravações inéditas.
A primeira edição do EP foi divulgada em 13 de julho de 2016, com três faixas. Mais tarde, em outubro de 2016, foram acrescentadas mais três músicas, incluindo a regravação de "Getsêmani", de Leonardo Gonçalves, e a inédita "I Believe In Your Name".[carece de fontes?]

## Faixas
1. "Meu Primeiro Amor"
2. "Até Sermos Um"
3. "Graça"
4. "Tudo É Teu"
5. "A Cruz / Getsêmani"
6. "I Believe In Your Name"